# Kaufmannschaft zu Lübeck
Die Kaufmannschaft zu Lübeck ist seit 1853 der Zusammenschluss der alten Kaufmannskollegien in der Hansestadt Lübeck.
Sie ist eine altrechtliche Körperschaft des öffentlichen Rechts und führt ein Siegel. Axel Blankenburg ist seit 2022 Präses der Kaufmannschaft zu Lübeck.

## Geschichte

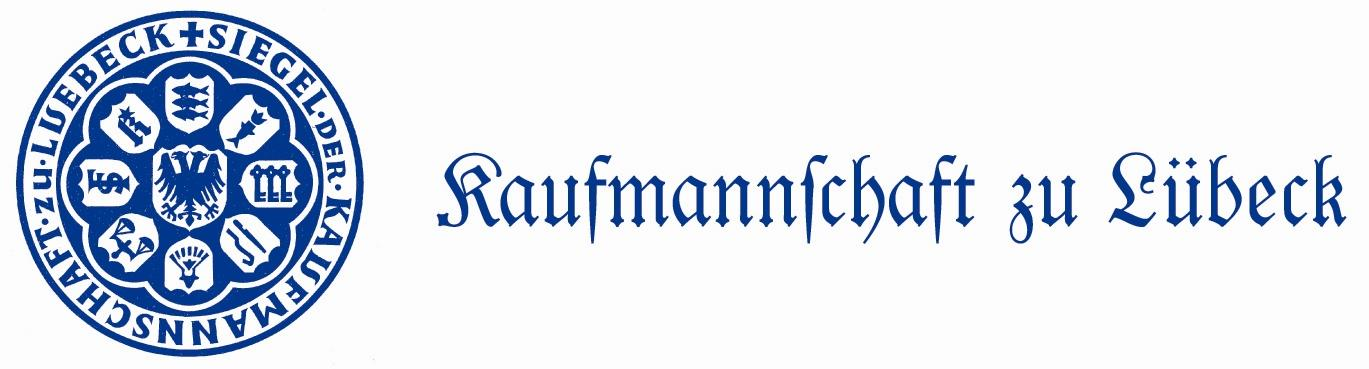
Siegel der Kaufmannschaft zu Lübeck

Ihren Ursprung hat die Kaufmannschaft zu Lübeck in den „gemenen copmen by der travene“ – den Handeltreibenden Kollegien – die nach der Gründung Lübecks, Mitte des 12. Jahrhunderts, die wirtschaftliche Selbstverwaltung übernahmen.
Durch das Revolutionsjahr 1848 wurden auch in Lübeck die Einwohner der Stadt den Bürgern gleichgestellt, so dass das Lübische Recht der Kaufleutekompagnien (Gilden) auf ausschließliche Vertretung in Rat und Bürgerschaft entfiel. Insofern wurden die seit dem Mittelalter bis dahin bestehenden acht Kompagnien (die Kaufleute-Kompagnie, die Rigafahrer, Schonenfahrer, Stockholmfahrer, Novgorodfahrer, Gewandschneider, Bergenfahrer und Krämer-Kompagnie; die einst so mächtige Zirkelgesellschaft war bereits vorher erloschen) durch Gesetz des Lübecker Staates vom 18. Juni 1853 mit ihrem Einverständnis zur Kaufmannschaft zusammengefasst.
Die Kaufmannschaft war zunächst eine öffentlich-rechtliche Einrichtung, der jeder Gewerbetreibende in Lübeck beitreten musste. Gleichzeitig entstand die erste Handelskammer mit den Aufgaben einer Wirtschaftsbehörde als Vorstand der Kaufmannschaft, in die 18 Vertreter der Kaufmannschaft gewählt wurden. Diese Regelung hatte Bestand bis zum Verlust der staatlichen Eigenständigkeit Lübecks durch das Groß-Hamburg-Gesetz im Jahr 1937, mit dem Lübeck eine preußische Industrie- und Handelskammer erhielt.

## Gedenkmünze

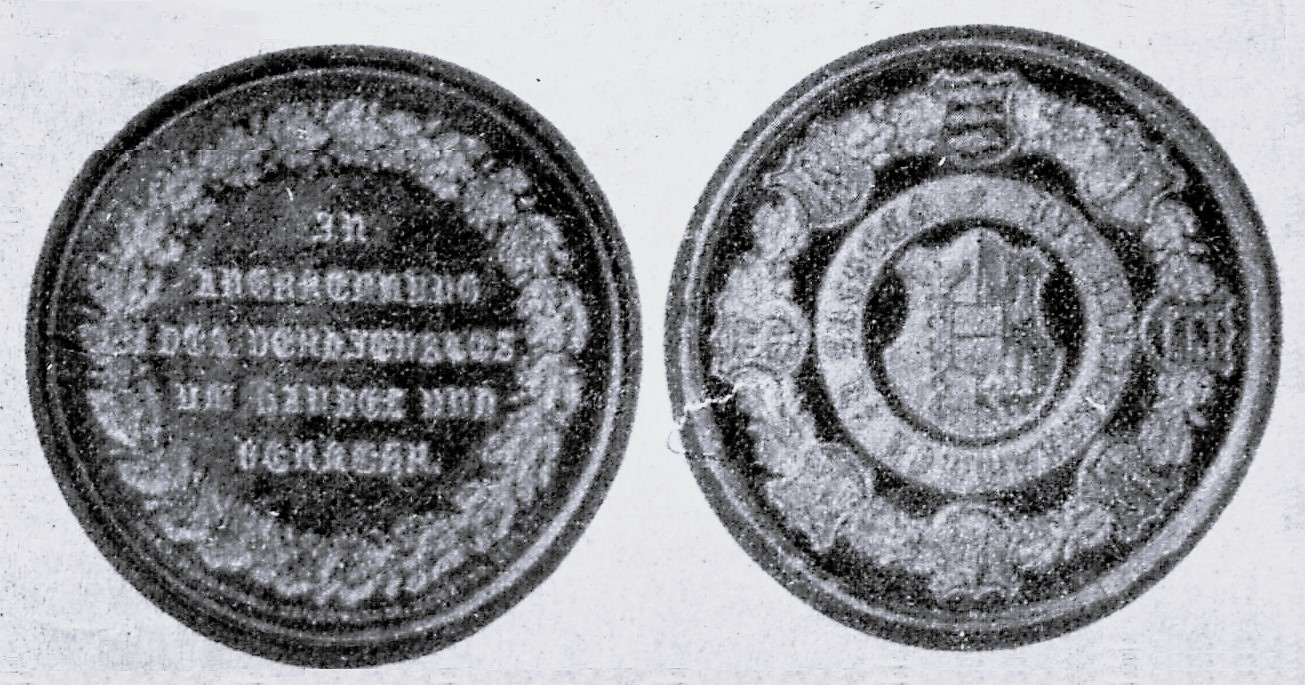
Ehrendenkmünze der Handelskammer zu Lübeck

Was in einem monarchischen Staate der Orden war, ist in einem Staatswesen wie dem Lübeckischen, das auf Selbstverwaltung beruhte, eine schlichte Gedenkmünze gewesen. Von solchen Denkmünzen wurden in Lübeck für verschiedene Verdienste drei verschiedene verliehen. Über die erste, die mit der Inschrift „Bene merenti“, verfügte der Senat. Die zweite war von der Handelskammer gestiftet und die dritte gab der Gesellschaft zur Beförderung gemeinnütziger Tätigkeit Gelegenheit zu Auszeichnungen.
Die Stiftung der Ehrengedenkmünze der Handelskammer erfolgte am 29. Februar 1876 mit dem Zwecke, Männer, die sich um den Handel, die Schifffahrt und den Verkehr Lübecks hervorragende Dienste erworben hatten, besonders auszuzeichnen. Auf der Schauseite der Münze standen inmitten eines Lorbeerkranzes die Worte: „Zur Anerkennung des Verdienstes um Handel und Verkehr“, während auf der Rückseite das Siegel der Kammer war. Die Münze wurde in silberner und goldener Ausprägung verliehen.
Als Lübeck 1937 seine Eigenstaatlichkeit verlor, änderte sich mit dem Wegfall des lübeckischen Senats und dessen Handelskammer auch die Bedeutung der Münzen. Während die der Kammer verschwand, wurde der Bereich der ehemaligen Senatsmünze erweitert.

## Gegenwart
Die Kaufmannschaft zu Lübeck ist eine Vereinigung von Unternehmern sowie Führungskräften aus der Region Lübeck, die in Wirtschaft und Gesellschaft leitend tätig sind und die Ziele der Kaufmannschaft zu Lübeck unterstützen. Derzeit umfasst die Organisation ca. 600 persönliche Mitglieder aus Industrie, Handel, Dienstleistungen, freien Berufen, dem Handwerk und wirtschaftsrelevanten Einrichtungen.
Als regionale Wirtschaftsorganisation unterstützt die Kaufmannschaft zu Lübeck die Hansestadt bei der Vertretung der wirtschaftlichen Interessen und vertritt dadurch die Gesamtinteressen ihrer Mitglieder. Sie fördert und berät die Hansestadt Lübeck und die umliegenden Kreise in wirtschaftlichen Angelegenheiten.
Die Kaufmannschaft versteht sich als Sprachrohr, Netzwerk und Unterstützer der Wirtschaft in der Region Lübeck. Sie fördert die wirtschaftlichen Rahmenbedingungen in Lübeck und Umland und bringt sich aktiv in regionale und städtische Gremien ein. Sie unterstützt die Vernetzung ihrer Mitglieder untereinander und ist eine Plattform für Kontakte zwischen den Kommunen und Kreisen und den Unternehmen in der Region.
Der Kaufmannschaft zu Lübeck gehören das Haus der Kaufmannschaft in der Breiten Straße und das Schabbelhaus in der Mengstraße.

## Präsides seit 1853
- Senator Georg Heinrich Nölting (1790–1874), Vorsitzender ad interim in der Gründungsphase 1853
- Johannes Christoph Fehling (1800–1882), Präses 1853–
- Gabriel Christian Carl Hermann Schroeder (1823–1883), Präses 1864- (ab 1865 Senator)
- Johannes Albrecht Suckau, Präses 1874–
- Herrmann Fehling (1842–1907), Präses 1898-99, 1903-04 (wurde am Ende seiner dritten Amtszeit mit der Ehrendenkmünze in Gold, höchste Auszeichnung der Lübecker Handelskammer, ausgezeichnet.)
- Eduard Rabe (1844–1920), Präses 1901–1902 und 1905-06
- Konsul Carl Dimpker (1856–1923), Präses 1909-10, 1914-15, 1917-18
- Hermann Eschenburg, Präses 1946–1952
- Hans-Peter Boye, Präses 1953–1958
- Werner Plath, Präses 1959–1964
- Wolfgang Eschenburg, Präses 1965–1969
- Georg Rieckmann, Präses 1970–1976
- Jochen Brüggen, Präses 1977–1982
- Heinrich Jürgens, Präses 1983–1988
- Jochen Haukohl, Präses 1989–1991
- Dr. Walter Trautsch, Präses 1992–1997
- Hans-Jürgen Bockholdt, Präses 1997–2003
- Lutz Kleinfeldt, Präses 2004–2010
- Lutz von Majewsky, Präses 2010–2012
- Michael Weiß, Präses 2013–2018
- Hartmut Richter, Präses 2019–2021
- Axel Blankenburg, Präses seit 2022